# Donner-társaság
A Donner-társaság (néha Donner-Reed Társaság) egy csapat amerikai pionír elnevezése volt, akik az amerikai középnyugatról tartottak Kaliforniába társzekereken. Miután a csapatot számos baljós körülmény hátráltatta, 1846–1847 telét kénytelenek voltak a behavazott Sierra Nevada hegységben tölteni. Néhányuk az éhezés miatt a kannibalizmust választotta és fogyasztott halott társai húsából.
A Donner-társaság 1846 tavaszán indult Missouriból, amellyel korábbi hasonló utazók példáit követték, a jobb élet reményében. Az út nyugatra átlagosan 4-6 hónapig tartott, de a csoport útja ennél jóval hosszabb volt, miután az úgynevezett Hastings-levágás útját kezdték el követni. A remélt rövidítés helyett a Utah-beli Wasatch-hegységbe és a Bonneville sós síkságra kerültek. Az egyenetlen és sivatagos táj, valamint később a Humboldt folyó elérése után őket érő megpróbáltatások során marháik és szekereik java részét elvesztették, és a csapaton belül is több különálló érdekcsoport jött létre.
A vándorok kora novemberben érték el a Sierra Nevada hegységet, ahol azonban a váratlan, nagy mennyiségű hóesés miatt csapdába estek a Truckee-tó (ma Donner-tó) mellett. Miután az élelmük java része elfogyott, december közepén néhányuk elindul segítségért. Ugyan Kaliforniából is elindult értük a felmentőcsapat, de ők is csak 1847 februárjának közepén érkeztek meg. A 87 emberből csak 48 élte túl a telet. A történészek az eseményeket Kalifornia, illetve az amerikai telepes mozgalom legnagyobb tragédiájának tartják.

## Az események háttere

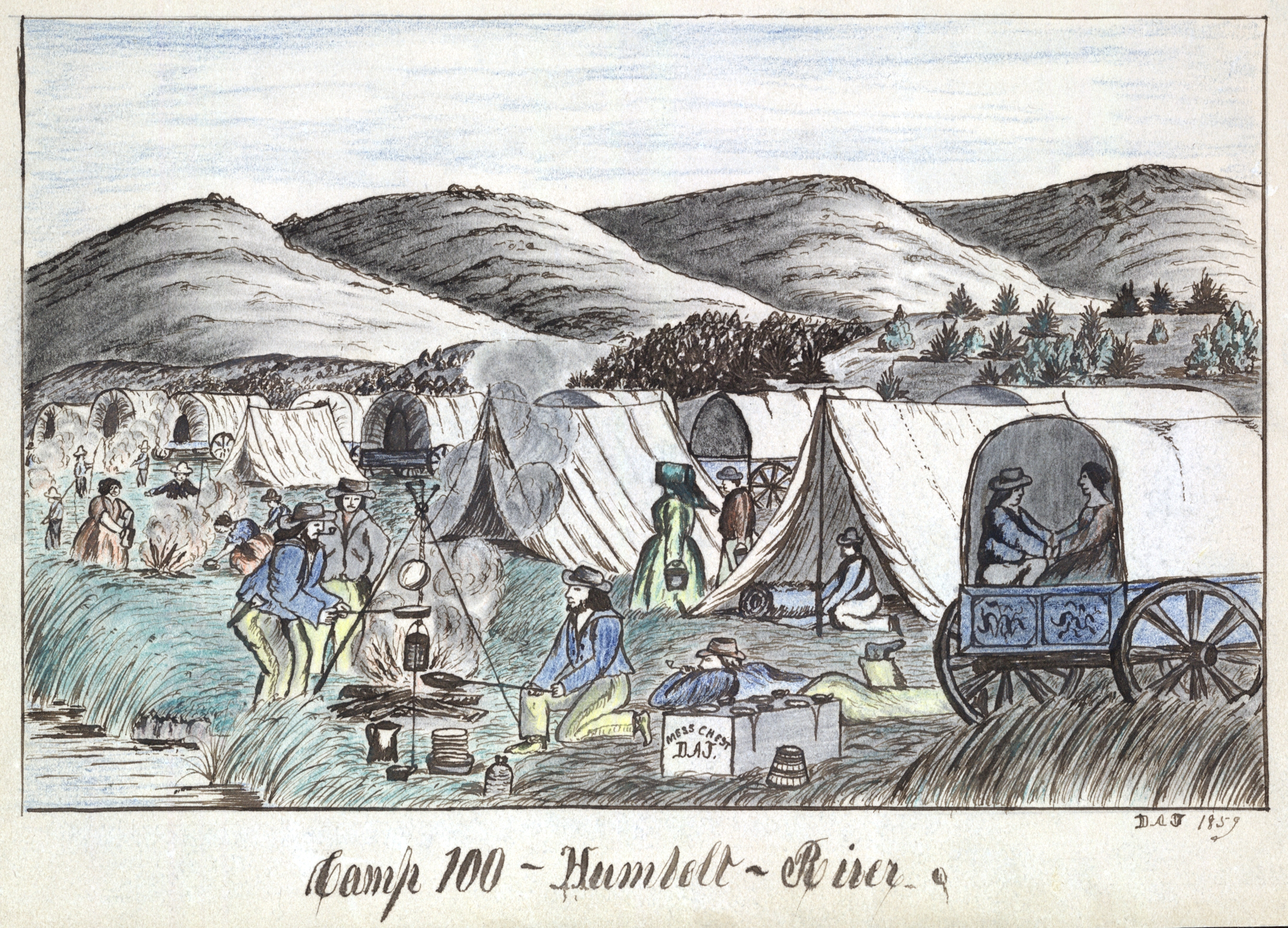
Sátrak és szekerek a Humboldt folyó partján Nevadában 1859-ben

Az 1840-es években számos ember indult el Amerikában nyugatra, hogy letelepedjen Oregon vagy Kalifornia állam területén. Abban az időben ezek csak nagyon hosszú tengeri úton keresztül, vagy a kontinensen át, kalandos úton voltak megközelíthetőek. Néhányan úgy látták Kaliforniát, mint egy olyan helyet, ahol szabadon állhatnak a keresztény vallás tanításai alapján. Másoknak a gazdasági lehetőségek voltak vonzóak, ismét mások pedig az amerikai doktrína alapján úgy vélték, hogy a két óceán közti szárazföld az európai embereket illeti, és ez motiválta őket. A legtöbb társzekér az Oregon Trail nevű útvonalat követte, amely a Missouri állambeli Independence-ből indult, keresztül a Nagy Amerikai Vízválasztón, mely út során naponta átlagosan 24 km-t lehetett haladni. Ily módon kb. 4-6 hónap alatt célba lehetett érni. AZ útvonal Wyoming államon keresztül haladva jutott át egy hágón, ahol a szekerekkel meglehetősen könnyű volt a haladás. Ahogy ezen áthaladtak, már könnyedén el tudtak jutni az általuk választott úticélhoz.
Lansford Hastings, aki Ohio államból indult el Kaliforniába 1842-ben, meglátta az új területekben rejlő lehetőségeket. Hogy bátorítsa a vándorokat, írt egy kézikönyvet a számukra. Ebben többek között azt javasolta, hogy az Oregon Trail által használt útvonal (a Snake River-síkság mentén) helyett válasszanak egy rövidebb utat Kaliforniába (ami a valóságban hosszabb volt), mégpedig a Nagy-medencén keresztül, ami keresztülvitte az utazókat a Wasatch-hegységen és a Bonneville sós síkságon. Maga Hastings még csak nem is utazott az úton egészen 1846-ig, amikor a Wyomig állambeli Fort Bridgerbe utazott. Az erődítményt Jim Bridger és Louis Vasquez tartották fenn azért, hogy ellátmányt biztosítsanak az arra járóknak. Hastings itt maradt, hogy meggyőzze az utazókat, hogy válasszák az általa ajánlott utat. 1846-ban Hastings volt a második ember, aki bizonyítottan keresztül tudott vágni az úton, de egyikük sem szekerekkel haladt.
Az út vitathatatlanul legnehezebb része az utolsó 150 kilométer volt, a Sierra Nevada hegységben.Ennek a hegységnek 500 olyan csúcsa van, amely 3500 méternél is magasabb, magasságuk és a Csendes-óceánhoz való közelségük miatt pedig eleve több csapadékot kapnak, mint az Egyesült Államok többi része. Ráadásul a keleti rész veszélyesen meredek. Miután valaki elindult Missouriból, hogy a vadregényes Oregon vagy Kalifornia vidékén vigyen keresztül az útja, fontos volt az időzítés is: el kellett kerülnie azt, hogy a tavaszi esőzések idején a szekerek ne ragadjanak a sárba, és arra is figyelni kellett, hogy a szeptembertől kezdődően egyre gyakoribb havazást is elkerülje. Mindezek mellett pedig arra is kellett figyelni, hogy az ökrök és a lovak számára legyen elegendő fű.

## Családok

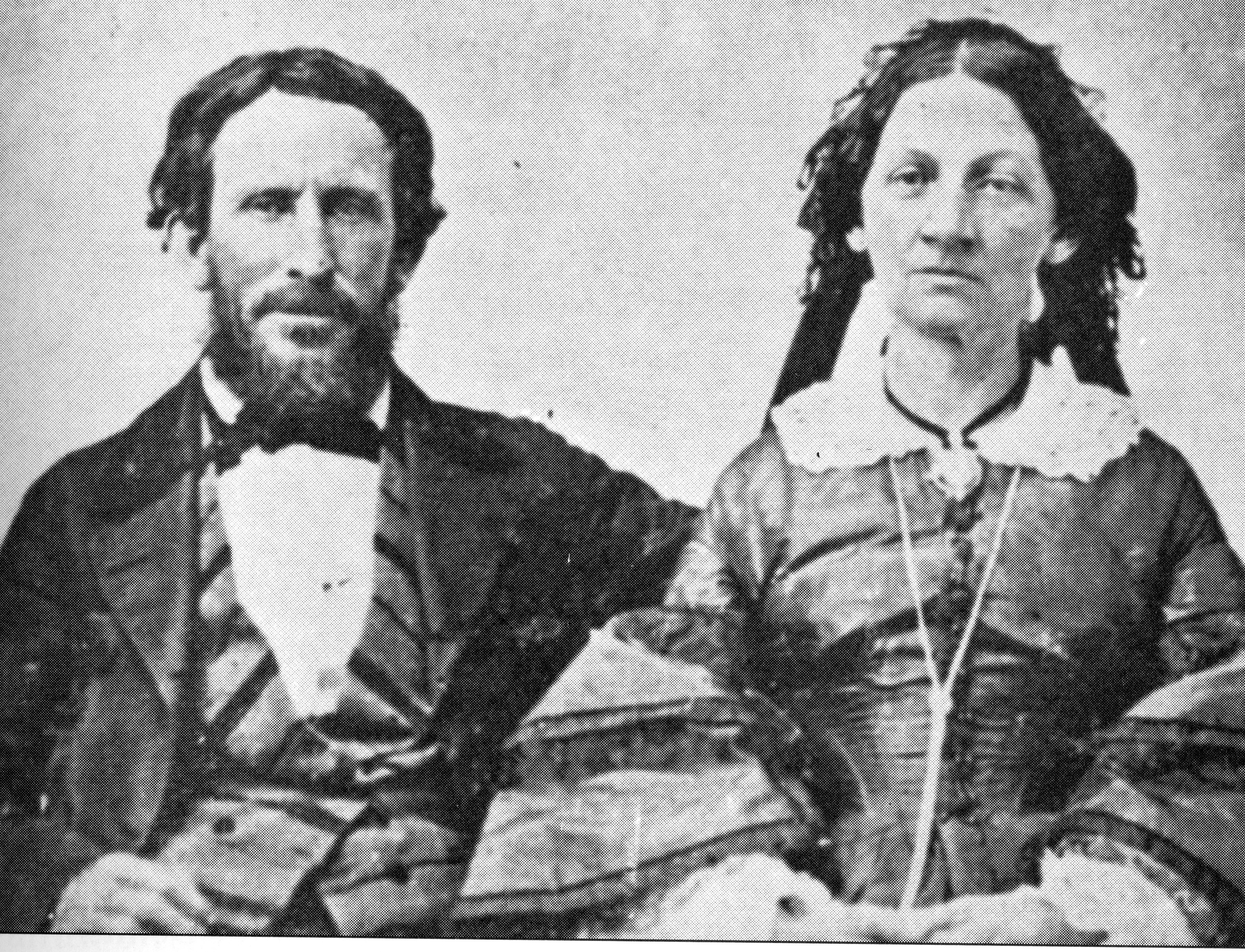
James és Margret Reed

1846 tavaszán több mint 500 szekér indult el nyugat felé Independence-ből. A menet végén haladt kilenc szekér, rajtuk a Reed és a Donner családok 32 tagja és kíséretük, akik május 12-én indultak el. Az észak-karolinai születésű George Donner fokozatosan költözött nyugat felé, először Kentuckyban, majd Indianaban és Illinois-ban élt, egy éves texasi kitérővel. Ekkoriban már közel 60 éves volt és az illinois-i Springfieldben lakott. Vele élt 44 éves felesége, Tamsen, három lányuk, a 6 éves Frances, a 4 éves Georgia, és a 3 éves Eliza; valamint két másik lánya előző házasságából: a 14 éves Elitha és a 12 éves Leanna. George öccse, az 56 éves Jacob is csatlakozott a menethez 45 éves feleségével, Elizabeth-tel, két mostohafiával, Solomon Hookkal (14 éves) és William Hook-kal (12 éves), valamint öt gyerekükkel: George (9), Mary (7), Isaac (6), Lewis (4), és Samuel (1). Velük utaztak mint hajcsárok: Hiram O. Miller (29), Samuel Shoemaker (25), Noah James (16), Charles Burger (30), John Denton (28), és Augustus Spitzer (30).
A 45 éves James F. Reed 1831-ben költözött Írországból Illinois-ba. Vele tartott felesége, a 32 éves Margret, mostohalánya, a 13 éves Virginia, lánya, Martha Jane (8), fiai, James és Thomas (5 és 3 évesek), valamint Sarah Keyes, Margret 70 éves anyja, aki előrehaladott tuberkulózisban szenvedett, és május 28-án meg is halt; útközben temették el. Reed-et a pénzügyi nehézségeik hátrahagyása mellett az is motiválta, hogy betegeskedő feleségének hátha jót tesz a kaliforniai levegő. Reed-ék három embert fogadtak fel, hogy segítsenek nekik: Milford ("Milt") Elliott (28), James Smith (25), és Walter Herron (25) tartott velük. Baylis Williams (24) is a csapat tagja lett, mint mindenes, testvére, Eliza (25) pedig a család szakácsa.
Egy héttel azután, hogy elhagyták Independence-t, Reed-ék és Donnerék csatlakoztak William H. Russell 50 szekérből álló csoportjához. Június 16-ig a menet 720 kilométert tett meg, és már csak 320 kilométerre voltak a wyomingi Fort Laramie-től. Az esőzések és az áradó folyók miatt kissé késésben voltak, de Tamsen Donner azt írta Illinois-ba egy barátjának levélben, hogy ez legyen a legkevesebb gond. A fiatal Virginia Reed később úgy idézte fel ezt az időszakot, mint amikor tökéletesen boldog volt.
Útközben még néhányan csatlakoztak a menethez. Levinah Murphy, a 37 éves özvegy Tennessee-ből, 13 fős családjával. Öt legfiatalabb gyermeke John Landrum (16), Meriam ("Mary", 14), Lemuel (12), William (10), és Simon (8) volt. Két, már férjezett lánya családja is velük tartott Sarah Murphy Foster (19), a férje, William M. (30)és fia, Jeremiah George (1); Harriet Murphy Pike (18) a férje, William M. (32) valamint lányaik: Naomi (3) és Catherine (1). William H. Eddy, a 28 éves illinois-i kocsikészítő, felesége, Eleanor (25), valamint két gyerekük, James (3) és Margaret (1) is hozzájuk csapódott. Egy iowai farmer, az 51 éves Patrick Breen és családja is útitársuk lett: felesége, a 40 éves Margaret ("Peggy"), és hét gyerekük: John (14), Edward (13), Patrick, Jr. (9), Simon (8), James (5), Peter (3),és a 11 hónapos Isabelle. Szomszédjuk, a 40 éves agglegény, Patrick Dolan is velük tartott. A német emigráns Lewis Keseberg is csatlakozott nejével, Elisabeth Philippine-nel és lányukkal, a 2 éves Adával, fiuk, Lewis Jr. útközben született meg. Két egyedülálló férfi, Spitzer és Reinhard egy német házaspárral, Wolfingerékkel indult útnak, akikről azt beszélték, hogy dúsgazdagok. Kocsihajtójuk "Dutch Charley" Burger volt. Velük tartott még egy idős, Hardkoop nevű férfi. Egy fiatalember, Luke Halloran, aki szintén tuberkulózistól szenvedett, kocsiról kocsira vándorolt, mert nem volt senkinek sem elegendő ideje vagy energiája arra, hogy vele foglalkozzanak.

## A Hastings-levágás

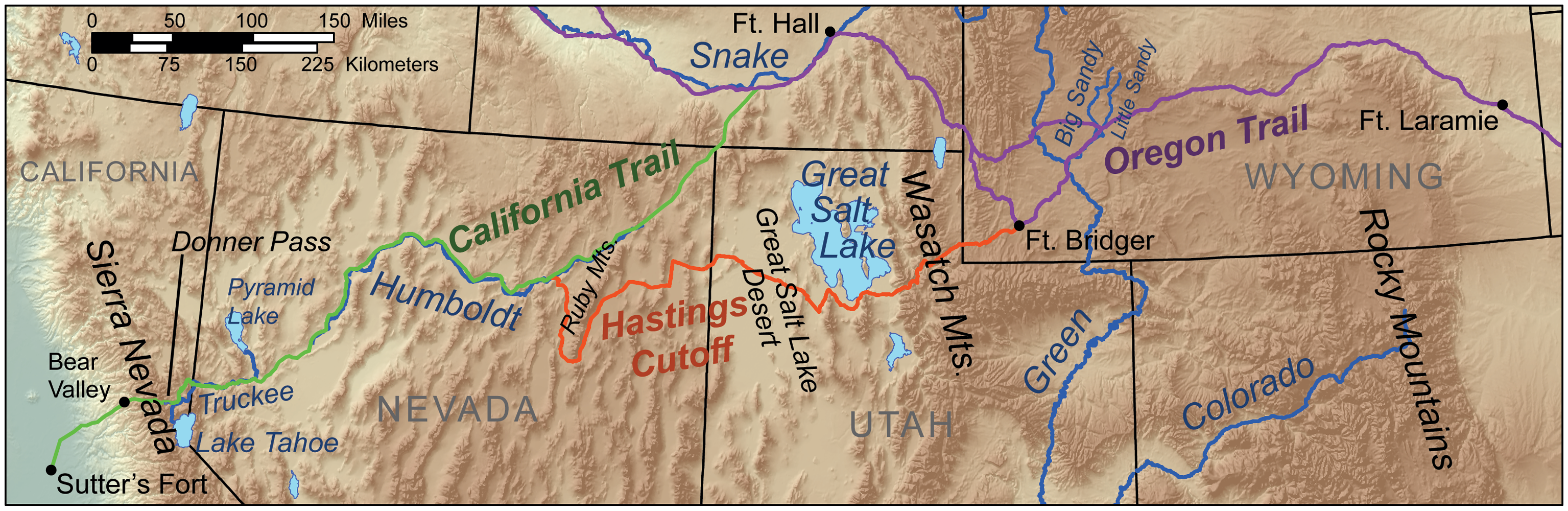
A Donner-társaság által használt útvonal, rajta naranccsal jelölve a Hastings-levágás, ami 240 kilométerrel nyújtotta meg az útjukat.

Hogy népszerűsítse az általa felfedezett utat, Lanford Hastings lovasokat küldött az utazók elé, akiket levélben invitált. Július 12-én Reed-ék és Donnerék is megkapták ezt. Hastings ebben figyelmeztette őket arra, hogy a mexikói hatóságok nem biztos, hogy jó szemmel nézik a vándorlásukat, ezért lehetőség szerint vonuljanak nagy csoportokban. Azt is állította, hogy egy új és jobb utat jelölt ki Kaliforniába, és hogy az érdeklődőket Fort Bridgerben várja.
Július 20-án a Little Sandy folyónál a legtöbben úgy döntöttek, hogy folytatják az utat a kitaposott nyomvonalon Fort Hall-ig. Egy kisebb csapat a Fort Bridgerbe tartó utat választotta, és elhatározták, hogy választanak egy vezetőt. A legtöbb fiatal férfi köztük európai emigráns volt, és nem kimondottan alkalmas a feladatra. James Reed már régebb óta élt az Államokban, idősebb volt, katonai tapasztalattal, de parancsolgató, erőszakos természete nem tette túl népszerűvé. Vele szemben az érett, tapasztalt, amerikai születésű Donner sokkal ideálisabb választás volt. A többiek eleve nem jöhettek számításba, mert bár pioníroknak nevezték őket, nem volt megfelelő képzettségük az ilyen hosszú utak során várható nehézségek elhárításához: nem volt tapasztalatuk például hegyvidéki vagy száraz területen való közlekedésben, és egyáltalán nem tudtak szót érteni az őslakos amerikaiakkal.
Az újságíró Edwin Bryant Blacks Forkot egy héttel előbb érte el, mint a Donner-társaság. Ő látta az útvonal első részét, és tudta, hogy a szekerekkel Donnerék nehezen fognak közlekedni, főleg a nőkkel és a gyerekekkel. Ezért ő is üzenetet hagyott a csapat számára, hogy ne válasszák a Hastings által ajánlott utat. Mikor július 27-én megérkeztek Fort Bridgerbe, Hastings már elment a Harland-Young csapattal. Fort Bridger tulajdonosa, Jim Bridger saját önös érdekéből (hiszen ő is jól járt azzal, ha mindenki azt az útvonalat választja), azt állította az utazóknak, hogy a levágás egy könnyű út, elkerüli az egyenetlen vidékeket és az ellenséges őslakosokat, továbbá 560 kilométerrel rövidebb is. Útközben pedig vizet is lehet találni, habár egy 50-65 kilométeres szakaszon száraz sivatagon keresztül kell haladni.
Reed-et meggyőzte az előadásmód, és azt javasolta, menjenek a levágáson át. Bryant levelét egyikük sem kapta meg (később Bryant úgy gyanította, hogy Bridger szándékosan tartotta azokat vissza). Fort Laramie-ben Reed találkozott egy régi barátjával, James Clymannel. Ő Kaliforniából érkezett, és mindenáron igyekezett lebeszélni Reed-et a levágásról, azt állítva, hogy az nem alkalmas a szekereknek, továbbá Hastings valótlan dolgokat állított. Jesse Quinn Thornton egy darabig együtt utazott Donnerékkel és Reedékkel, és ő utóbb azt írta naplójában, hogy Hastings "az utazók Münchhausen bárója" volt. Tamsen Donner pedig el volt keseredve, hogy letértek a jól bevált útvonalról, ugyanis ő sem bízott Hastingsben.
Július 31-én a csapat elhagyta Blacks Forkot, négy napnyi pihenés és javítási munkálatok után, 11 napnyi lemaradással a Harland-Young csapat mögött. Donner felfogadott egy újabb kocsist, és csatlakozott hozzájuk a McCutcheon család: a 30 éves William, felesége, a 24 éves Amanda, 2 éves lányuk, Harriet, és egy 16 éves fiú, Jean Baptiste Trudeau, aki Új-Mexikóból származott, és állítása szerint jól ismerte a kaliforniai vidéket és az ottani őslakosokat.

### A Wasatch-hegység
A csapat délnek fordult, hogy kövesse a Hastings-levágást. Napokon belül feltűnt nekik, hogy a vidék egyáltalán nem olyan barátságos, mint amilyennek beállították. A hajtóknak többször is blokkolniuk kellett a szekerek kerekeit, nehogy meglóduljanak a lejtős terepen. Az Oregon Trail hosszú évek alatt kitaposott és egyértelmű útvonala mellett a levágást nehéz volt követni. Hastings leírta az utat és fákra tűzve útmutatókat is készített. Augusztus 6-án egy olyan tartalmú üzenetet találtak, amiben az állt, hogy álljanak meg addig, amíg nem mutat nekik egy alternatív útvonalat a Harland-Young csapat felé. Reed, Charles T. Stanton és William Pike előrelovagoltak, hogy utolérjék Hastingst. Útjuk során rendkívül szűk kanyonokba botlottak, akkora sziklákkal, amelyeket el kellett görgetni az útjukból, ha tovább akartak menni. Egyes részeken pedig az út le is volt szakadva az alatta zúgó folyó medrébe, ami egyértelművé tette, hogy itt szekerekkel nemigen lehet elmenni. A levelében Hastings felajánlotta, hogy vezeti a csapatot a rázósabb részeken, de nem a teljes úton.
Stanton és Pike megálltak pihenni, Reed pedig egyedül indult vissza a többiekhez. Mivel nem volt velük vezető, egyedül kellett eldönteniük, hogy visszaforduljanak és kövessék a hagyományos utat, vagy kövessék a Harland-Young csapatot a Weber-kanyonon keresztül, esetleg maradjanak a Hastings által eredetileg javasolt úton. Reed javaslatára maradtak Hastings útján. Haladásuk lelassult, csak 2,5 kilométert tudtak megtenni egy nap, ugyanis minden kézre szükség volt, hogy eltávolítsák az útból a benőtt bokrokat, kidőlt fákat, és az útban lévő köveket.
Ahogy a Donner-társaság elérte a Wasatch-hegységet, a Graves család, akik azért indultak, hogy megkeressék őket, utolérte őket. Köztük volt az 57 éves Franklin Ward Graves, a 47 éves felesége, Elizabeth, és a gyerekeik: Mary (20), William (18), Eleanor (15), Lovina (13), Nancy (9), Jonathan (7), Franklin, Jr. (5), Elizabeth (1), és a férjezett lányuk, Sarah (22), vejük, Jay Fosdick (23), és a 25 éves John Snyder kísérő, három szekéren. A teljes csapatot így 87 ember alkotta, 60-80 szekérrel. A Graves család az utolsó volt, akik elindultak Missouriból az évben, ami azt jelenti, hogy a menet már összeszedett egy kisebb késést.
Augusztus 20-án eljutottak egy olyan pontra, ahonnét jól láthatták a hegyekből a Nagy-Sóstó víztükrét. Innen még két hétig tartott, mire lejutottak a hegységből. A férfiak ingerültek lettek és heves viták alakultak ki arról, hogy kinek volt az ötlete, hogy ezt a lehetetlen utat válasszák, így magát Reed-et is hibáztatták. A kevésbé tehetős családok élelme és vízkészlete kezdett elfogyni. Stanton és Pike előrelovagoltak Reed-del, de a visszaúton eltévedtek, és mire a többiek rájuk találtak, nem sokra voltak attól, hogy levágják és megegyék a lovaikat.

### A Nagy-sóstó sivataga

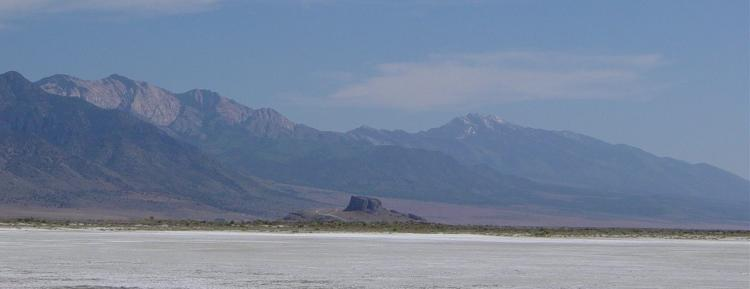
A sósivatag

Luke Halloran meghalt tüdőbajban augusztus 25-én. Néhány nappal később megtalálták Hastings egy szakadt és viseltes levelét. Az üzenet szerint kétnapi járóföldre vannak egy olyan területtől, ahol se élelem, se víz nem található kilométereken keresztül. Ezért a csapat pihenéssel töltötte az éjszakát. Másfél nappal később nekiindultak, hogy átvágjanak egy kisebb hegyen. A csúcsáról jól láthatták, hogy előttük áll egy hatalmas száraz terület, amely teljesen sík és a felszínét só borítja, nagyobb, mint amivel korábban szembesültek, és ami Rarick szerint az egyik leglakhatatlanabb terület a Földön. Az ökreik kimerültek, a vizük pedig majdnem elfogyott.
Augusztus 30-án, miután nem volt más választásuk, elindultak. A tűző nap melegén a sóréteg alatti víz elkezdett párologni, ami összekeveredve a sóval sűrű, gumiszerű masszát alkotott. Ebbe aztán a szekerek rendszeresen beleragadtak, gyakran tengelyig merülve. Nappal elviselhetetlen volt a hőség, éjjel viszont rettenetesen hideg volt. A csapat pár tagja délibábot látva azt hitte, hogy utolérték Hastings csapatát. Három nappal később elfogyott a víz, ezért páran kifogták az ökreiket a szekerek elől, hogy kereshessenek. Néhány állat annyira legyengült, hogy kénytelenek voltak hátrahagyni őket. Reed tíz ökréből kilenc elszabadult, amikor a szomjúságtól vezérelve elrohantak a sivatagba, de más családok tehenei és lovai is elkezdtek fogyni. Az út nehézségei miatt számos szekér javíthatatlanul megsérült, de szerencsére egyetlen életet sem követelt a kaland. Az állítólag kétnapos, 65 kilométeres út a valóságban 130 kilométeres volt és 6 napig tartott.
Mire elértek a sivatag másik felénél található forrásokig, a legtöbbjük bizalma elveszett az útban. Néhány napig itt maradtak pihenni, összeszedni az elkóborolt állatokat, megjavítani a szekereket, illetve a végleg tönkrement szekerekről átpakolni a holmikat a jókra. Reed családja szenvedte el a legnagyobb veszteségeket, aminek hatására Reed egyre követelőzőbb lett és azt akarta, hogy a többi család adjon nekik a saját tartalékaikból. Javasolta, hogy ketten induljanak el a kaliforniai Sutter's Fort-ba, mert úgy hallotta, hogy a hely tulajdonosa, John Sutter nagyon kedvesen bánik az utazókkal és bőségesen el tudja őket látni tartalékokkal. Charles Stanton és William McCutchen önként jelentkeztek a veszélyes útra. A megmaradt, még használható szekereket összefogdosott tehenek, lovak és szamarak húzták. Már szeptember közepe volt, és két fiatal férfi, akit előreküldtek összefogdosni az elkóborolt állatokat, azt mondták,hogy még legalább 60 kilométernyi út áll előttük a sivatagban.
A szarvasmarhák kimerültek és éhesek voltak, de a hátralévő távot viszonylag ügyesen sikerült teljesíteniük. Az útvonal egyre könnyebbé vált, ahogy közeledtek a Ruby-hegység melletti völgyhöz. Ekkorra már mindannyian gyűlölték Hastingset, de már nem tehettek mást, mint hogy kövessék a hetekkel korábban hátrahagyott nyomait. Szeptember 26-án, két hónappal azután, hogy elindultak, végül a Humboldt folyó partjánál elérték az utat, amit eredetileg követniük kellett volna – a kitérő a valóságban egy hónappal elnyújtotta az útjukat.

## Újra az úton

### Reed száműzése
A Humboldt folyó mentén paiute indiánokkal találkoztak, akik pár napig kísérték őket, de aztán ellopták a teheneik és lovaik egy részét. Ekkorra már jócskán benne jártak az októberben, a Donner család pedig több részre vált szét, hogy gyorsabban haladhassanak. A hátrébb maradók szekerei közül kettő összeakadt, mire John Snyder ütlegelni kezdte Reedék egyik ökrét. Mikor Reed közbelépett, Snyder fenyegetően felé emelte az ostorát. Válaszul Reed leszúrta Snydert, aki belehalt a sérülésbe.
Aznap este a szemtanúk összegyűltek, hogy megbeszéljék, most mi legyen a teendő. A Nagy Amerikai Vízválasztótól nyugatra nem voltak érvényesek az amerikai törvények (hiszen ez a terület Mexikóhoz tartozott ekkor), a társzekerek pedig a legtöbbször a saját törvényeik szerint működtek. George Donner, a csapat vezetője ráadásul egynapi járóföldre járt előttük a családjával. A szemtanúk látták, hogy Snyder megütötte Reed-et, mások szerint Margret Reed-et is, viszont Snyder népszerű volt, Reed viszont egyáltalán nem. Keseberg azt javasolta, hogy akasszák fel, de végül a tanácskozást követően arra jutottak, hogy száműzik őt a családja nélkül. Reed másnap távozott fegyvertelenül, de mostohalánya, Virginia titokban utánament és adott neki egy puskát és némi élelmet.

### Széthúzás
A számos megpróbáltatás oda vezetett, hogy a csoporton belül is kisebb frakciók alakultak ki, amelyek a saját érdekeiket kezdték nézni és bizalmatlanok voltak a többiekkel szemben. Mivel a fű egyre kevesebb volt, az állataik legyengültek és éheztek. Hogy könnyítsenek szegény párák sorsán, azt várták el mindenkitől, hogy közlekedjenek gyalog. Keseberg kidobta Hardkoopot a szekeréből, mondván, hogy egy ilyen öreg ember vagy gyalogol, vagy meghal. Pár nappal később Hardkoop leült egy patak partján, mert a lábai úgy fel voltak dagadva, hogy azokon már egy-egy hatalmas nyílt seb tátongott – ezután soha söbbé egyikük sem látta. William Eddy ugyan próbálta meggyőzni a többieket, hogy induljanak a keresésére, de leszavazták, mert szerintük értelmetlen lenne az értékes energiáikat egy 70 éves öregember keresésére fecsérelniük.

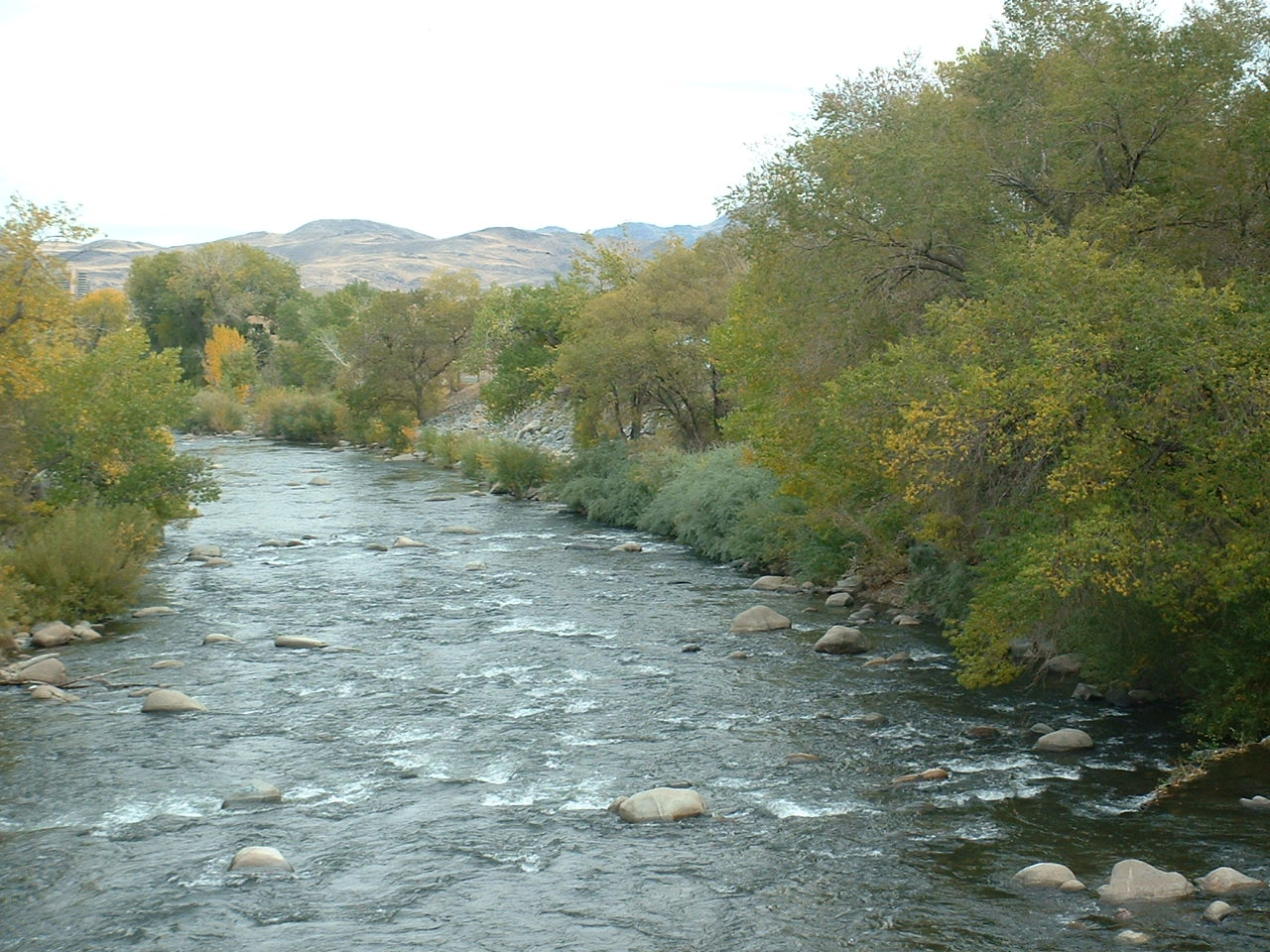
A Truckee folyó

Közben Reed szembetalálkozott Donnerékkel, ahol egyikükkel, Walter Heronnal megegyezett, hogy megosztoznak egy lovon és így 40-60 kilométert tudnak haladni egy nap, úgy mennek tovább. A többiek továbbhaladtak és egyesültek az előrébb járókkal, de a nehézségek nem értek véget. Graves-ék lovait az indiánok szétkergették, és egy szekeret is hátra kellett hagyniuk. Az egyre ritkább fű miatt az állatok is elcsatangoltak, a paiut indiánok pedig 18 állatot el is hajtottak közülük, további 21-et pedig pár nappal később lőttek le. Ezidáig a csapat több mint 100 ökröt és tehenet vesztett, az élelmük pedig vészesen fogyott. Wolfinger a lefolyástalan Humboldt-sóstó mellett elásta a saját szekerét, amiben Reinhardt és Spitzer segítettek neki. Csakhogy amikor visszatértek a többiekhez, Wolfinger nem volt velük – kettejük állítása szerint a paiut indiánok megtámadták őket és megölték őt. Ezután még egy sivatagosabb rész várt rájuk. Eddyék ökreit megölték az indiánok, ezért el kellett hagyniuk a szekerüket. A család minden élelme elfogyott, de a többiek nem voltak hajlandóak rá, hogy akár csak a gyerekeiknek segítsenek. Így hát gyalogolniuk kellett, s miközben györtörte őket a szomjúság, az idősebbek a hátukon vitték a gyerekeket. Ekkorra Margret Reed és a gyerekei is elvesztették szekerüket. A sivatag azonban hamarosan véget ért, és a Truckee folyó partján végre dús növényzetű, meseszép tájhoz jutottak.
Azonban az idejük vészesen szorított. A csapatnak át kellett jutnia a hegyeken még azelőtt, hogy leesne az első hó. Stanton, az egyik férfi, aki egy hónappal előttük előrelovagolt, hogy segítséget kérjen Kaliforniában, visszatért. Hozott magával élelmet, szamarakat, és két mivok törzsbeli indiánt: Luist és Salvadort. Híreket is hozott: Reed és Heron, noha kiéhezve és elgyötörten, de megérkeztek Sutter's Fort-ba. Ekkorra a társaság tagjai megkönnyebbültek, mert úgy hitték, hogy a legnagyobb szörnyűségeket hátrahagyták, hiszen annyi mindenen mentek már keresztül.

## A hó fogságában

### A Donner-hágó

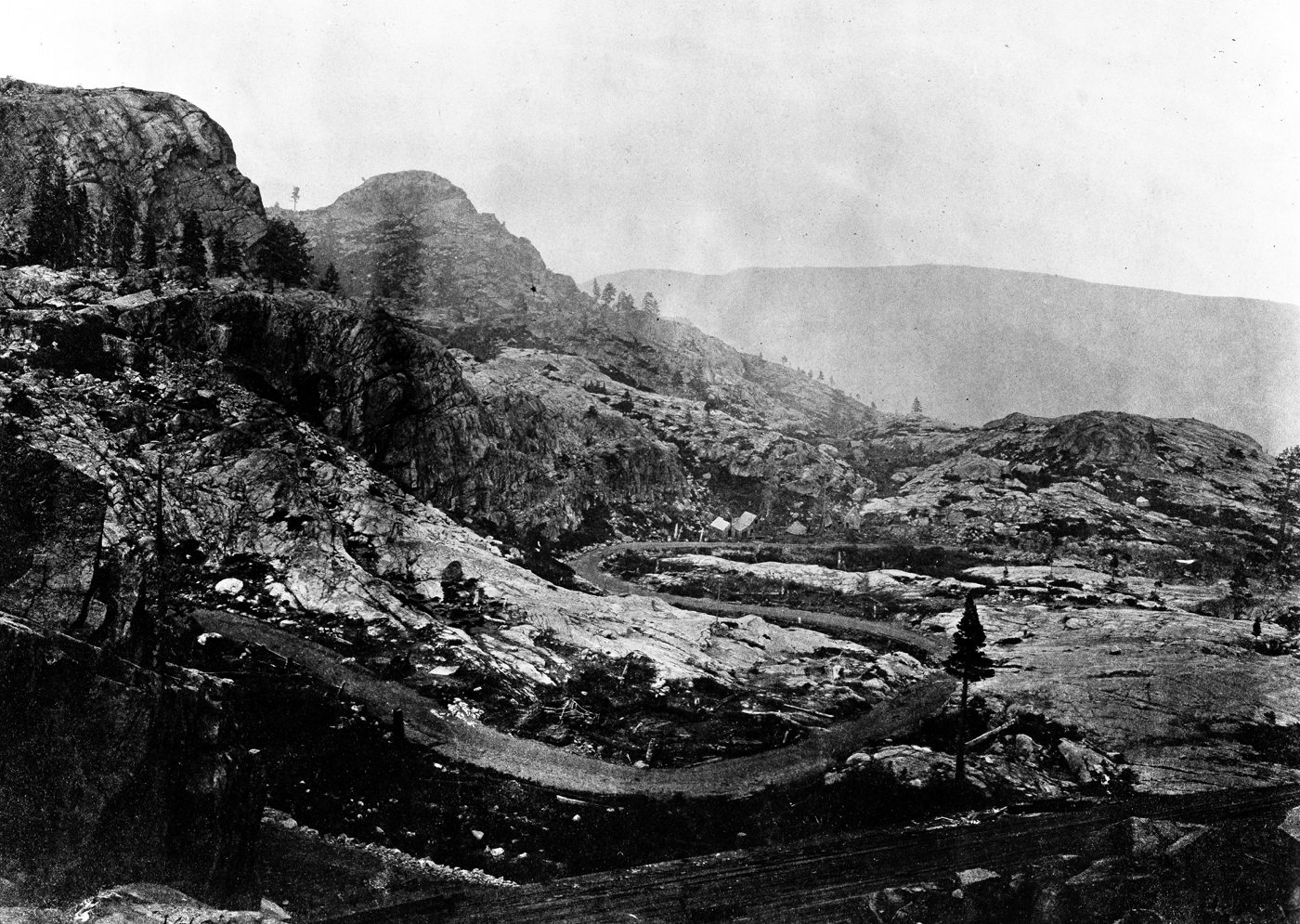
A 2160 méteren fekvő hágó 1870-ben fotózva, amit teljesen elborított a hó 1846 telén.

Már csak egyetlen nagy hegymászás várt rájuk, mely azonban nehezebbnek ígérkezett, mint a Wasatch-hegység. El kellett dönteniük, hogy azonnal nekiindulnak, vagy megállnak pihenni hagyni egy kicsit a teheneket. Már október 20-a volt, és azt mondták nekik, hogy november közepéig nemigen fog havazni. William Pike meghalt, amikor a William Foster által megtöltött, de kibiztosítatlan puska véletlenül elsült. Ez az esemény volt az, ami meggyőzte egyesével a különböző családokat, hogy vágjanak neki az útnak. Donnerék úgy határoztak, hogy ők még várnak egy kicsit és majd a többiek után haladnak. Néhány kilométer megtétele után az egyik szekerük tengelye eltörött. Jacob és George bementek az erdőbe, hogy keressenek egy megfelelő fát a helyére. Ennek faragása közben George megvágta a kezét, ami ekkor csak egy felületes sebnek látszott.
Közben megérkezett a hó és elkezdett esni. Breenék átjutottak egy hatalmas, majdhogynem függőleges útakadályon, 300 méterre a Truckee-tótól (ma Donner-tó), körülbelül 5 kilométerre a hegy csúcsától, és letáboroztak egy faház mellett, amit két évvel korábban hozzájuk hasonló pionírok építettek. Eddyék és Kesebergék csatlakoztak hozzájuk, és egyesült erővel próbáltak túljutni a hágón, de hamarosan 2-3 méter magas hófúvásokba botlottak, amelyeknek köszönhetően eltévesztették szem elől az utat. Visszafordultak hát a Truckee-tóhoz, ahol a többi család már letáborozott, kivéve Donneréket, akik fél napi járóföldre voltak még onnan (mindössze 8 kilométerre). Az elkövetkező napokban párszor megpróbáltak áttörni a hágón, állati és emberi segítséggel, mindhiába.

### Téli táborhely
Körülbelül hatvan ember, a családtagok és kísérőik vertek tábort a tó partján. Három nagyobbacska faház szolgált az otthonukul, melyeknek csak döngölt padlója volt és olyan rossz minőségű teteje, hogy ha esett, minduntalan beázott. Az első ház Breenéké lett, Eddyéké és Murphyéké a második, Reedéké és Graves-éké a harmadik. Keseberg épített Breenék házához egy beugrót, ahol a saját családját szállásolta el. A rossz minőségű tetőt szövetekkel és marhabőrrel próbálták megfoltozni. Ezeknek a házaknak se ajtajuk, se ablakuk nem volt, csak egy lyuk, amely bejáratként szolgált. A 60 emberből 19 férfi volt, 12 nő, és 29 gyerek, közülük hat még csecsemő vagy igen kicsi. Lejjebb, az Alder-patak mellett Donnerék táboroztak, akik 21 embernek elég sátrat építettek, köztük Mrs. Wolfingernek, a gyermekének, és kísérőiknek. Közöttük 12 gyermek volt. November 4-én újra havazni kezdett, melyből akkora vihar kerekedett, amely 8 napig tartott.

A térképen látható a táborok elhelyezkedése.

Ekkorra már csak nagyon kevés maradt abból az élelemből, amit Stanton hozott magával Sutter's Fort-ból. Az ökrök egymás után pusztultak el, tetemeik pedig megfagytak a hidegben. A Truckee-tó nem fagyott még ugyan be, de az utazók nem igazán tudták, hogyan kell kifogni a benne található amerikai tavipisztrángokat. Eddy, a legtapasztaltabb vadász, megölt egy medvét, de a szerencse ezután cserbenhagyta őket. A Reed és Eddy családok szinte mindenüket elvesztették. Margret Reed ígéretet tett arra, hogy ha elviheti a Graves és a Breen családok három ökrét, akkor majd ha Kaliforniába érnek, a dupláját fizeti meg azok árának. Graves 25 dollárt kért (két egészséges ökör árát) egy halálra éhezett ökör teteméért. Ahogy az emberek egyre kétségbeesettebbek lettek, úgy merült fel bennük a gondolat, hogy ha szekerekkel nem is, de gyalog talán valahogy el tudnak navigálni az utakon. November 12-én alábbhagyott a vihar, és egy kisebb csapat elindult a hegycsúcs felé. Nem jutottak azonban sokáig, mert a süppedős porhóban képtelenség volt haladni, ezért még aznap visszatértek. A következő héten még kétszer próbálkoztak, szintén sikertelenül. November 21-én aztán 22 ember sikeresen feljutott a hegycsúcsra. A csúcs után még kb. 2,5 kilométert haladtak nyugat felé, de ennek a próbálkozásnak is vége szakadt, és 2 nappal később visszatértek a táborba.
Patrick Breen elkezdett naplót vezetni november 20-án. Főként az időjárással kapcsolatos aggodalmait írta ebben le, megjelölve a viharokat és hogy mennyi hó esett, később pedig Istennel és a vallással kapcsolatos nézeteit is. A Truckee-tó mellett az élet nyomorúságos volt. Az emberek a düledező és mocskos viskóik foglyai maradtak akár napokra is, mert akkora hó esett. Az étrendjük egyre szegényesebb lett, idővel már a marhabőrt is megfőzték, ami ragasztóhoz hasonló gusztustalan kocsonyává vált. Hogy levest főzzenek, újra és újra felhasználták a lovak és a tehenek csontjait, amik annyira szétfőttek, hogy az emberek fogai alatt teljesen szétmorzsolódhattak – lágyításképp meg is sütötték ezeket és megették. A Murphy gyerekek szép lassan elemeire szedték a tűzhely előtti marhabőr szőnyeget, megsütötték a tűzön és megették. Mikor a felnőttek elindultak a hegycsúcs felé, a táborlakók kéthamada gyerek volt. A házakba betévedő egereket elfogták és megették. Idővel annyira legyengültek, hogy napjuk nagy részét ágyhoz kötötten töltötték. Alkalmanként egyikük-másikuk képes volt arra, hogy lesétáljon Donnerékhez, ahonnét hírt hoztak, hogy Jacob Donner és három emberük meghalt. Köztük volt Reinhardt, aki a halálos ágyán meggyónta, hogy ő ölte meg Wolfingert. George Donner keze csúnyán elfertőződött, így csak négy férfi maradt a táborban, aki dolgozni is tudott.
Margret Reed félre tudott tenni elegendő élelmet egy karácsonyi leveshez, januárra azonban semmijük nem maradt, így végső kétségbeesésükben a marhabőr tetőt akarták megbontani. Margret, Virginia, Mitt Elliott és Eliza Williams kimerészkedtek a házból azzal, hogy inkább elmennek és megpróbálnak ennivalót keríteni, mint hogy azt nézzék, ahogy éhen halnak a gyerekek. Négy napig voltak távol, mire visszajöttek. Addigra a házuk lakhatatlanná vált, mert megették a tetőt, a család pedig összeköltözött Breenékkel. Egy nap Graves eljött, hogy behajtsa a korábban Reed-ék által ígérteket, és elvitte az összes bőrt, aminek köszönhetően nekik nem maradt mit enni.

### Az utolsó mentsvár
A csapat lassan kezdett széthullani. Spitzer meghalt, aztán Baylis Williams, mindketten inkább az alultápláltságtól, mint az éhezéstől. Franklin Graves készített 14 pár hócipőt ökörinakból és bőrből. 17 férfi, nő, és gyerek vállalkozott, hogy átkelnek a hegyen, köztük négy családfő. Három nő a gyerekeit a táborban maradókra bízta. Csak kevés holmit vittek magukkal, hat napra elegendő élelmet, fegyvert, egy-egy takarót, baltát, és pisztolyokat, abban reménykedve, hogy eljutnak a Medve-völgyig. Charles Burger és a 10 éves William Murphy, akik hócipők nélkül akartak elindulni, hamar visszafordultak. A 12 éves Lemuel Murphynek sebtében készítettek egyet.
Az ügyetlenül készített hócipők meglepően hasznosnak mutatkoztak. A csapat mindazonáltal nem volt se elég fitt, se felkészült ahhoz, hogy szembenézzenek a 4 méteres hóval, a harmadik napra pedig mindannyian hóvakságtól szenvedtek. A hatodik napon Eddy felfedezte, hogy a felesége medvehúst rejteget a csomagjában. December 21-én továbbindultak, de ekkor Stanton, aki napok óta nehezen mozgott, azt mondta a többieknek, hogy majd utánuk megy, de ez nem történt meg – maradványait a következő évben találták meg.
A csapat eltévedt és kétségbeesett. Miután eltelt két nap és nem maradt semmi élelmük, Patrick Dolan azt javasolta, hogy egyikük jelentkezzen önként, és áldozza fel magát, hogy a többiek megehessék. Voltak, akik párbajt javasoltak, mások sorshúzást. Eddy szerint egyszerűen csak tovább kellett volna menniük addig, amíg valaki össze nem esik, és ő lett volna az áldozat. Ekkor egy újabb hóvihar megakadályozta, hogy továbbmenjenek. Antonio, az állatok gondozója halt meg először, majd Franklin Graves. Patrick Dolan a hipotermia hatására elkezdett furcsán viselkedni, letépte a ruháit és berohant a fák közé, ahonnan néhány órával később tért vissza és hamarosan meghalt. Valószínűleg látván, hogy Murphy haldoklik, többen félretették fenntartásaikat és elkezdtek enni Dolan húsából. Lemuelt próbálta testvére megetetni, de ő is hamarosan meghalt. Eddy, Salvador és Luis megtagadták, hogy egyenek a húsból. Másnap reggel Antonio, Dolan, Graves és Murphy testéről levágták a húst és kizsigerelték a tetemeket. Kiszárították azokat, hogy tartósítsák a következő napokra, majd elosztották úgy egymás között, hogy biztos legyen, hogy senkinek ne kelljen a saját rokonából ennie.
Három nap pihenés után újra útnak indultak, hogy megkeressék az utat. Eddy ekkorra annyira eléhezett, hogy ráfanyalodott az emberhúsra, ami ekkorra elfogyott. Ekkor levették a hócipőiket és azokat készültek elfogyasztani, valamint többen elkezdték beszélni, hogy jó lenne megölni és megenni Luist és Salvadort. Eddy azonban figyelmeztette őket, így idejében meg tudtak szökni. Jay Fosdick éjjel meghalt, így már csak heten maradtak. Eddy és Mary Graves elmentek vadászni, de hiába ejtettek el egy szarvast és hozták vissza a többiekhez, azok addigra feldolgozták Fosdick tetemét is. Néhány nap elteltével – ekkor már 25 napja voltak távol a tábortól – megtalálták Salvadort és Luist, akik haldokoltak az éhségtől. William Foster agyonlőtte őket, azt állítva, hogy egyedül az ő húsukkal menekülhetnek meg a biztos éhhaláltól.
Január 12-én az életben maradtak egy mivok indián táborba jutottak, akik először elmenekültek előlük, annyira borzalmas állapotban voltak. Az indiánok adtak nekik enni abból, amijük volt: makkot, füvet, fenyőmagokat. Pár nap elteltével Eddy egy mivok indián segítségével továbbhaladt nyugatnak Sacramento felé. Január 17-én egy sietve összeállt mentőcsapat szembetalálkozott a többi hat csapattaggal. Útjuk a Truckee-tótól 33 napot vett igénybe.

## Mentőakció

### Reed mentőakciója
James F. Reed már október végén eljutott a Sierra Nevada hegységen keresztül Rancho Johnsonba. Biztonságban elérte Sutter's Fort-ot is, de napról napra egyre jobban aggódott hátramaradt családja és barátai miatt. Meggyőzte John C. Frémont ezredest, hogy verbuváljon egy csapatot, amivel a többiek elé mehetnek, cserébe vállalta, hogy harcol az amerikai csapatok oldalán a mexikói-amerikai háborúban. McCutchen csatlakozott hozzájuk, valamint a Harland-Young csapat néhány tagja. Ők október 8-án érkeztek, és abban az évben ők voltak az utolsók. A tucatnyi emberrel és 30 lóval meginduló csapat arra számított, hogy a Sierra Nevada hegység nyugati oldalán szembetalálkoznak Donnerékkel, a Medve-folyónál, az Emigráns-szakadék mellett. Helyettük azonban csak egy éhező párt találtak, akik elszakadtak a saját csapatuktól.
Ketten kiváltak közülük, de a többiek folytatták keletnek az utat, az utolsó mérföldet gyalog megtéve. Reed és McClutchen az Emigráns-szakadék szélén állva felnéztek az onnan még 19 kilométernyire lévő, behavazott csúcsra, ugyanazon a napon, amikor Breenék egy utolsó próbálkozással próbáltak áttörni kelet felől a havon. Látván a helyzetet, visszamentek Sutter's Fortba.

### Első mentőcsapat
A katonaság jelentős része a mexikói-amerikai háborúban harcolt, így gyakorlatilag minden életerős férfi a fronton volt. Frémont ezredes csapatai éppen Santa Barbarát ostromolták, az utakat lezárták, a kommunikációs hálózatokat blokkolták, az élelmiszer-ellátás akadozott. Így csak három önkéntes férfit tudtak összeszedni a mentőakcióhoz. Reed San Joséban ragadt februárig a háborús helyzet miatt, és közben folyamatosan próbálta megnyerni a lakosságot az ügyének. Végül a lakók petícióval fordultak a hadsereghez, hogy mentsék meg a Truckee-tónál bajbajutottakat.Két helyi újság is megírta a történetet, amelyben hivatkoztak a kannibalizmusra is, hogy szimpátiát keltsenek irántuk. Yerba Buena lakói 1300 dollárt gyűkjtöttek a jó ügy érdekében.
William Eddy vezetésével február 4-én elindult a mentőakció Sacramentóból. Az eső és a megáradt folyók miatt útjuk viszontagságos volt. Eddy letáborozott a Medve-völgyben, a többiek pedig továbbindultak a hóban. Ahogy előretörtek, több helyen elhelyeztek élelmiszer-tartalékokat, hogy emiatt ne kelljen aggódniuk és ne kelljen magukkal hurcolniuk az egészet. Hárman visszafordultak, de heten továbbmentek.
Február 18-án elértek a ma Donner-hágóként ismert részre, ahol Eddy elmondása szerint a kunyhók álltak. Kiabálni kezdtek, mire megjelent egy üregből Mrs. Murphy, aki bámulni kezdte őket, és annyit kérdezett: "Kaliforniából jöttetek, vagy a mennyországból?". A megmentők kis adag ételt adtak nekik, tartva azzól, hogy az eléhezett emberek belehalnának a falánkság okozta sokkba. A házakat teljesen belepte a hó. A nedves, megmaradt marhabőrök elkezdtek rohadni, ami miatt förtelmes bűz terjengett. Tizenhárman meghaltak, akiket egyszerűen csak a hóba temettek, a házak tetejével egy szintbe. Némelyik túlélő mentálisan is instabil állapotban volt. Három ember lement Donnerékért, ahonnét négy csontsovány gyereket és három felnőttet hoztak fel. Leanna Donner számára kínszenvedés volt az út, annyira képtelen volt a járásra. George Donner mozgásképtelen volt, miután az elfertőződött karja üszkösödni kezdett. Huszonhárman vállalták, hogy elindulnak a megmentőikkel, huszonegyen maradtak a Truckee-tónál és tizenketten Donnerék táborában.
Mivel nem tudták, mi történt velük, ezért a mentőcsapat azt mondta, hogy a korábban tőlük elindult hócipősök halálra fagytak. Patty és Tommy Reed túl gyengék voltak ahhoz, hogy átvágjanak a hótorlaszokon, és senki nem volt olyan erős, hogy cipelni tudja őket. Margret Reed szíve majd megszakadt, mert két idősebb gyermekét el kellett kísérnie, de a két leggyengébbet vissza kellett küldenie a Truckee-tóhoz szülő nélkül. Megeskette az egyik megmentőjüket, a szabadkőműves Aquilla Glovert, hogy visszatér értük. Mikor a két gyerek visszament a kabinokhoz, Breenék nem voltak hajlandóak visszafogadni őket, csak akkor, amikor Glover több élelmet hagyott ott nekik.
A visszaúton döbbenten látták, hogy az állatok széthordták az első élelmiszerraktárukat, így négy napig élelem nélkül maradtak. John Denton összeesett, kómába került és meghalt. Ada Keseberg nem sokkal ezt követően szintén meghalt, az anyja eszét vesztve nem volt hajlandó ezt tudomásul venni és gyermekét szorongatta. Néhány nap utazás után a mentőcsapat elkezdett aggódni amiatt, hogy a gyerekek nem fogják túlélni az utat. Némelyikük megette a szarvasbőr bojtot a megmentők nadrágjáról, sőt a cipőfűzőiket is, általános döbbenetükre. Útközben találkoztak a James Reed vezette második mentőcsapattal. Meghallva férje hangját, Margret beleesett a hóba örömében.
Amint megérkeztek a Medve-völgy biztonságába, William Hook, Jacob Donner mostohafia, betört az élelmiszerraktárba és halálra ette magát. A többiek folytatták az útjukat Sutter's Fortba. Virginia Reed leírta a naplójába, mennyire boldog volt, és hogy útközben egy fiatalember megkérte a kezét, noha csak 12 éves volt, így visszautasította.

### Második mentőcsapat
Március elsején megérkezett a második mentőcsapat a Truckee-tóhoz. Számos veterán hegyjáró ember, köztük John Turner érkezett Reed-del és McCutchennel. Reed újra találkozott két hátramaradt gyermekével. Breenék házában a lakók tűrhető állapotban voltak, viszont Murphyék lakhelyén borzasztó állapotok uralkodtak. Levinah Murphynek kellett gondoskodnia saját nyolcáves fiáról, valamint Eddyék és Fosterék egy-egy gyerekéről – csakhogy az elméje időközben megbomlott és majdnem meg is vakult. A gyerekek erőtlenül, mocskosan hevertek.Lewis Keseberg is velük volt, mert lába időközben megsérült.

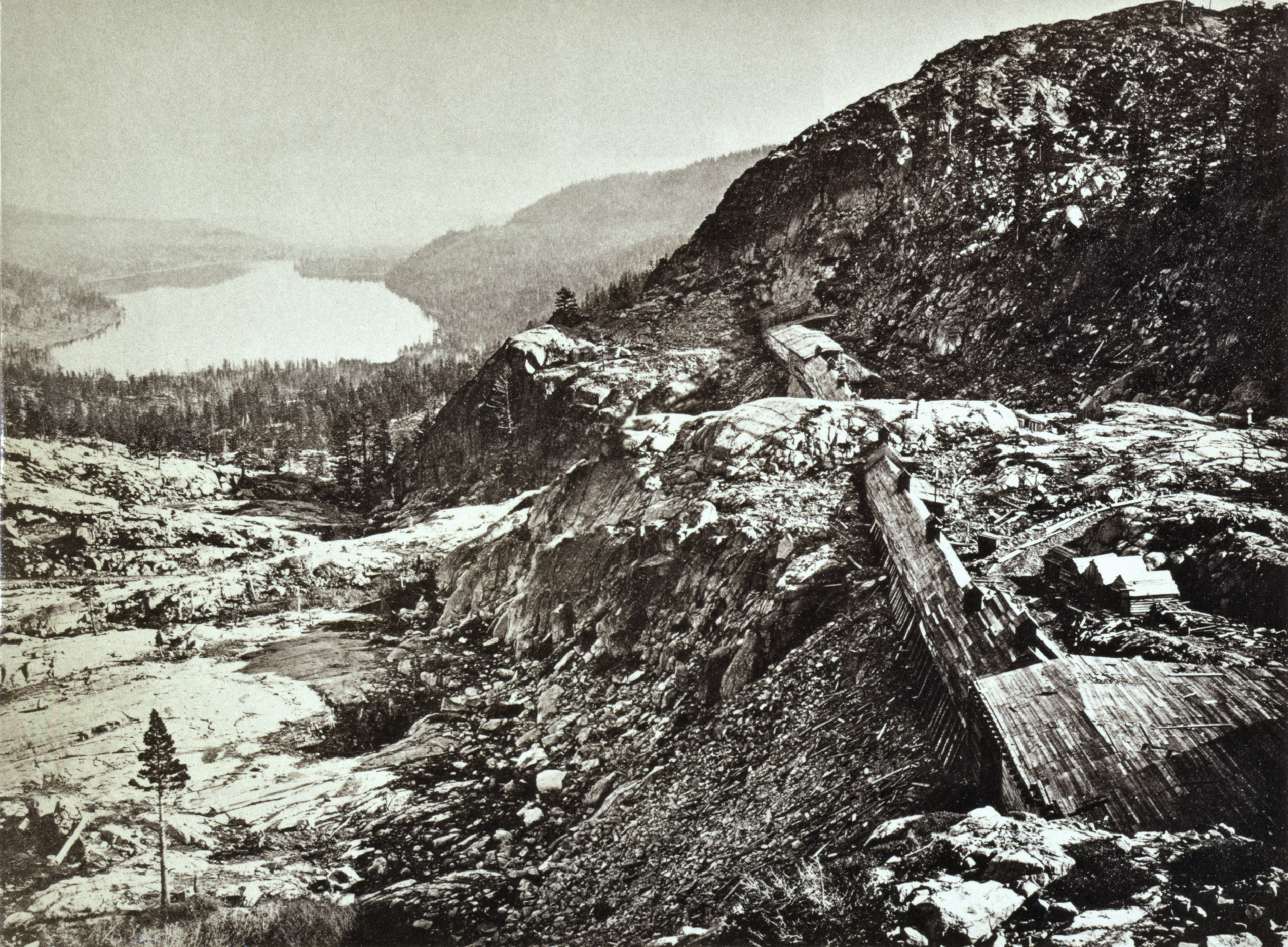
A Truckee-tó a Donner-hágóról 1866-ban, a vasútépítés idején.

A második csapat érkezéséig a tó mellett senki nem halt meg. Patrick Breen a naplójában leírt egy jelenetet, amikor február utolsó hetében megjelent Mrs. Murphy, és közölte vele, hogy a családja meg fogja enni Milt Elliot-ot. Reed és McCutchen meg is találták a megcsonkított holttestet. A lenti táborban sem volt jobb a helyzet. Amikor a mentőcsapat megérkezett hozzájuk, azt látták, hogy Trudeau egy emberi lábbal a kezében közeledik. Mikor észrevette őket, a lábat bedobta egy közeli gödörbe, ahol Jacob Donner agyoncsonkított holtteste hevert. A sátrakban Elizabeth Donner nem volt hajlandó enni a saját férjéből, gyermekeik viszont fogyasztottak belőle. A táborban később három másik, hasonlóan feldolgozott testet találtak. Tamsen Donner jól volt, de George Donner fertőzése és az üszkösödés annyira elfajult, hogy elért egészen a válláig.
Ez a mentőakció 17 ember kimentésével végződött, akik közül csak hárman voltak felnőttek. Brren-ék és Graves-ék készen álltak elindulni. A Truckee-tónál már csak öten maradtak: Keseberg, Mrs. Murphy és a fia, és a fiatal Eddy és Foster gyerekek. Tamsen Donner a férje mellett maradt, mert ígéretet kaptak arra, hogy nemsokára érkezik a harmadik csapat., és vele maradt három gyereke is.
A visszaút a Medve-völgybe nagyon lassú volt. Egyszer Reed előreküldött két embert, hogy hozzanak élelmet az egyik raktárból, mert úgy számolt, hiogy hamarosan szembetalálkozbak a harmadik csapattal. Csakhogy amint átjutottak a hágón, hatalmas hóvihar tört ki. Az 5 éves Isaac Donner halálra fagyott, Reed maga is közel volt a megfagyáshoz. Mary Donner lába csúnyán megégett, mert annyira elfagytak a lábujjai, hogy nem vette észre, hogy égnek, amikor elaludt a tűz mellett. Mikor elvonult a vihar, a Breen és Graves családok nem akartak továbbmenni, annyira apatikusak és kimerültek voltak, hiszen már napok óta nem ettek. A mentőakciónak nem volt más választása, hátra kellett őket hagyniuk.
A csapatból hárman maradtak: egy ember a Truckee-tónál, ketten Donnerék táborában. Miközben egyikük, Nicholas Clark vadászott, a másik kettő, Charles Cady és Charles Stone megegyeztek, hogy visszamennek Kaliforniába. Tamsen Donner a lelkükre is kötötte, hogy vigyék magukkal három gyermekét, és ezért még pénzt is ígért. Cady és Stone felvitték a gyerekeket a Truckee-tóhoz, de ekkor sorsukra hagyták őket, és napokon belül megelőzték Reedéket is. Clark is a távozás mellett döntött, és vele tartott Trudeau is, de amikor észrevették, hogy a gyerekeket otthagyták, visszafordultak, hogy értesítsék az anyjukat.
Mindeközben William Foster és William Eddy, akik még a hócipőben útnak induló csapatban voltak, egy John Stark nevű férfival elindultak a Medve-völgyből, hogy találkozzanak Reed-del. Egy nap után meg is találták őket, kihűlve és véresen, de életben. Meggyőztek négy férfit, hogy menjenek vissza velük a Truckee-tóhoz, a hátramaradottakat kimenteni. A többiek közül két mentő egy-egy egészségesebb gyereket vitt, John Stark viszont egyszerre két gyereket kapott fel, velük az összes holmijukat, és mind a kilencet biztonságba vezette.

### Harmadik mentőcsapat
Foster és Eddy március 14-én elérték a Truckee-tavat, ahol holtan találták gyerekeiket. Keseberg közölte Eddyvel, hogy megette a fia maradványait, amire Eddy megesküdött, hogy ha valaha találkoznak Kaliforniában, meg fogja őt ölni.George Donner és Jacob Donner egyik fia még életben voltak. Tamsen Donner a férje mellett maradt, noha távozhatott volna, pedig elmondták neki, hogy nem biztos, hogy jön még mentőcsapat. A harmadik csapat négy gyereket, Trudeau-t és Clarkot vitte magával.
Még két mentőcsapatot verbuváltak azokért, akik még életben lehettek, de ők még a Medve-völgy előtt visszafordultak. Április 10-én, egy hónappal azután, hogy a hármas csapat elindult, Sutter's Fort alcaldéje egy csapatot verbuvált, hogy amit csak tudnak, mentsenek meg Donnerék személyes tárgyaiból, melyeket értékesítenének, a befolyt összegből pedig a Donner-árvákat támogatnák.A Donner-táborban lévő sátrakat üresen találták, kivéve az egyiket, amelyikben George Donner holtteste feküdt, aki már napok óta halott volt. A Truckee-tónál megtalálták Lewis Keseberget is, aki elmondta, hogy Mrs. Murphy egy héttel a harmadik csapat távozása után halt meg, kicsivel később pedig Tamsen Donner gyalogolt fel hozzá teljesen elázva és láthatóan zaklatottan. Keseberg egy takarót terített rá és azt javasolta neki, hogy induljon el reggel, de az éjjel meghalt. Keseberg történetét furcsának találták, és a táborhely szemrevételezése közben egy edényt találtak, tele emberhússal, George Donner pisztolyával, ékszerekkel, és 250 dollár készpénzzel. Miután a feldühödött emberek majdnem meglincselték, Keseberg bevallotta, hogy Tamsen javaslatára tette félre Donnerék 273 dollárját, hogy majd a gyerekeiknek adhassák.1847. április 29-én így Keseberg volt az utolsó ember, aki elérte a csapatból Sutter's Fortot.

### Reakciók

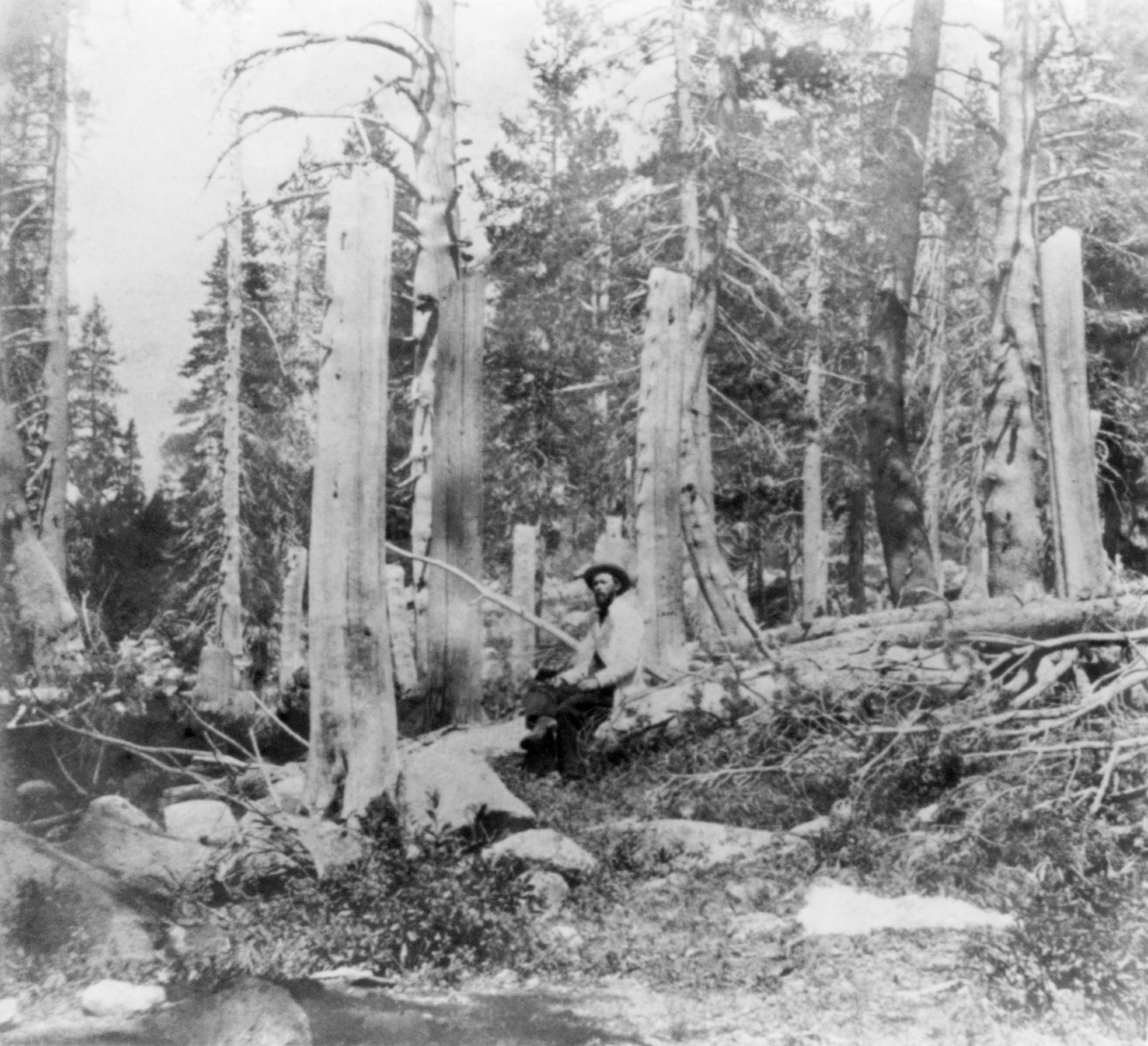
Félig kivágott fák 1866-ban. A vágás helye mutatja, abban az évben meddig is ért a hó.

A Donner-társaság története hamar eljutott keletre is. Samuel Brannan, az Utolsó Napok Szentjeinek Jézus Krisztus Egyháza tagja és újságíró ugyanis épp belebotlott az utolsó csapatba, akikkel együtt Keseberg jött le a hegyről. New York Cityben először 1847 júliusában szereztek tudomást az esetről. A nemzeti büszkeség és a nyugat felé tartó migráció ösztönzése befolyásolta azt, hogyan jelentek meg ezek a cikkek. Jellemzően csak kis felületen, kevés bekezdéssel tájékoztattak róla, pedig az ilyen szenzációs sztoriknak sokkal nagyobb felületet szoktak biztosítani.Néhány lap azonban, főként a kaliforniaiak, már-már eltúlzott részletességgel ecsetelték a kannibalizmust. Más írásokban Donnerék hősök voltak, akik hatalmas áldozatot hoztak azért, hogy elérjék a hőn áhított Kaliforniát.
A nyugatra tartó vándorlás egyébként ebben az időszakban megcsappant, de nem a Donner-társaságról szóló hírek hatására, sokkal inkább azért, mert a mexikói-amerikai háború miatt óva intették az utazókat, hogy elinduljanak. Míg 1846-ban kb. 1500-an érkeztek, addig 1847-ben már csak 450-en, 1848-ban pedig 400-an. Aztán a kaliforniai aranyláz miatt hatalmas felfutás kezdődött, és 1849-ben már 25 ezer ember érkezett. A legtöbben a Carson folyó melletti útvonalat választották, néhányan viszont a Donnerék által használt úton mentek, többen leírásokat is készítettek a környékről.
1847 júniusának végén a Mormon Zászlóalj tagjai, Stephen Kearny tábornok vezetésével eltemették a holtakat és részben felégették a kunyhókat. Akik a következő években erre vetődtek, gyakran találtak csontokat, értéktárgyakat, sőt a Reed és Graves famíliák által használt kunyhó is megvolt. 1891-ben a tóparton elásva találtak némi pénzt, ami valószínűleg Mrs. Graves-é lehetett, aki azelőtt ásta el sietve, mielőtt útnak indult volna a második csapattal, azzal a szándékkal, hogy később majd visszajön érte.
Lansford Hastings halálos fenyegetéseket kapott. Egy vándor, aki még a Donner-társaság előtt átjutott az általa javasolt úton, felkereste és számonkérte azok miatt a nehézségek miatt, amik őt érték. Hastings csak sajnálkozni tudott.

### A túlélők
A 87 emberből, aki nekivágott a Wasatch-hegységnek, 48-an maradtak életben. Csak a Reed és Breen családok úszták meg veszteség nélkül. Jacob Donner, George Donner, és Franklin Graves gyerekei árván maradtak. William Eddy egyedül maradt, a Murphy család nagy része meghalt. Csak három szamár jutott el Kaliforniába, a többi állat elpusztult. A Donner-társaság tagjainak legtöbb vagyontárgya odalett.
Néhány özvegy nő hónapokkal később újra férjhez ment, miután Kaliforniában nagy hiány volt feleségjelöltekből. Reedék San Joséban telepedtek le, és velük élt két Donner-gyerek is. Reed úgyesen forgatta a pénzt a kaliforniai aranyláz idején és vagyonos ember lett. Virginia áttért a katolikus hitre egy ígéret miatt, amit magának tett, mikor látta Patrick Breent imádkozni. A túlélő Murphyk Marysville-ben telepedtek le, Breenék San Juan Bautistában, ahol nyitottak egy fogadót. Mikor John Ross Browne, az ismert író és humorista egy nap náluk szállt meg, láthatóan kellemetlenül érezte magát, amikor megtudta, hogy kannibalizmusra vetemedtek, és ezt 1862-ben a Harper's Magazine-ban meg is írta. A többi túlélő is hasonló előítélettel kellett, hogy szembenézzen.
George és Tamsen Donner gyerekeit egy idősebb pár fogadta magához Sutter's Fort mellett. Eliza, aki az események idején még csak 3 éves volt, megjelentetett egy művet a rokonai és más túlélők összefoglalóiból. A legkisebb Breen-lány, Isabella, a történések idején csak 1 éves volt, és ő élt legtovább a túlélők közül: 1935-ben halt meg.
A Graves-gyerekek élete változatosan alakult. Mary Graves korán férjhez ment, de férjét fiatalon megölték. Ő maga pedig a gyilkosnak ebédet főzött, hogy az akasztásra váró férfi nehogy éhezzen az ítélet végrehajtása előtt. Mary egyik unokája szerint nagyanyját nagyon megrázta ez az eset. Mary testvére, William, egy jó darabig nem állapodott meg.
Nancy Graves, aki csak 9 éves volt az események idején, nem volt hajlandó a későbbiek során senkinek sem nyilatkozni azzal kapcsolatban, még történészeknek sem, annyira megviselte a saját testvérének és anyjának kannibalisztikus feldolgozása.
Eddy újranősült és Kaliforniában családot alapított. Egy ideig próbálta betartani az ígéretét, hogy végez Lewis Keseberggel, de James Reed és Edwin Bryant lebeszélték róla. Egy évvel később elmesélte az általa átélteket J. Quinn Thorntonnak, ez volt az első eset, amikor a történéseket írásos formában rögzítették.Ehhez felhasználta Reed tapasztalatait is. Eddy 1859-ben halt meg.
Keseberg pert indított többek ellen, amiért azt állították róla, hogy ő ölte meg Tamsen Donnert. A bíróság jelképesen igazat adott neki, de mindössze 1 dollár kártérítést ítélt meg, és neki kellett fizetnie az eljárási költségeket is. A California Star című lapban 1847-ben megjelent egy cikk, amely Keseberg tetteit horrorisztikus módon festette le, és kiszínezve adta elő, hogy majdnem meglincselték. Az állt a cikkben, hogy jobban szerette az emberhúst, mint a tavaszi olvadáskor a hóból előbukkanó tehenek és lovak fagyott tetemét. Charles McGlashan történész úgy vélte, elég bizonyítékot gyűjtött össze ellene a gyilkosság vádjában, de egy elbeszélgetés után már azt állította, hogy mégsem ő volt a tettes. Maga Eliza Donner is úgy gondolta, hogy Keseberg ártatlan. Mindazonáltal a vádak rajtaragadtak, és ezért idősebb korában már nemigen mozdult ki otthonról, a fenyegetések és a közutálat miatt.

## Utóélete

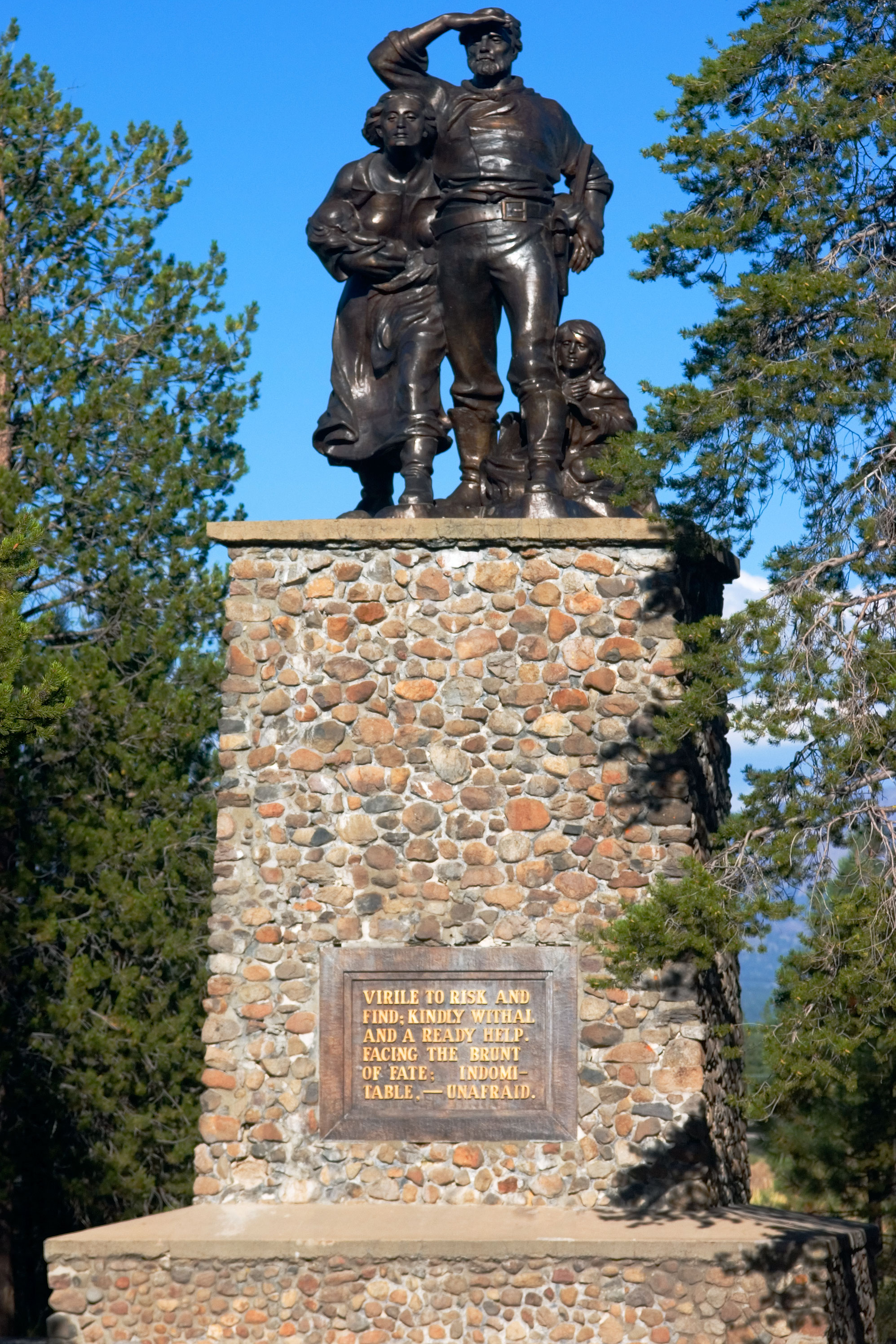
A parkban álló emlékmű – teteje jelzi azt a pontot, ameddig azon a télen ért a hó (6,7 méter)

A Donner-társaság története számtalan történelmi és irodalmi mű, film és dráma alapja lett. A faházak helye 1854-től kezdte turistaattrakcióvá vált. Az 1880-as években Charles McGashan felvetette, hogy egy emlékművet kellene állítani. A helyéül szolgáló földterületet ő vette meg, az emlékművet azonban csak 1918 júniusában avatták fel azon a helyen, ahol a Breen-Keseberg faház állt. 1934-ben Kalifornia állam történelmi műemlékévé nyilvánították. 1927-ben itt nyílt meg a Donner Állami Emlékpark, kezdetben csak az emlékmű körüli 11 holdnyi földterületen, majd 1947-től a Murphy faház területével bővült. 1962-ben az emigránsok múzeumát is megnyitották, amiben a nyugatra költöző telepesek útját mutatták be. 1963-ban nemzeti történelmi műemlék lett a hely. Egy hatalmas sziklára, ami Murphyék tűzhelyének hátsó része volt, egy bronz plakettet rögzítettek, rajta a Donner-társaság tagjainak nevével. 2003-tól kezdve átlagosan 200 ezer látogatója van a parknak.

### Halálozások
A legtöbb történész 87-re teszi a csapat létszámát, egyesek azonban hozzájuk számítják Sarah Keyes-t is (Margaret Reed anyját), valamint Luist és Salvadort, ami összesen 90 fő. Öten már azelőtt meghaltak, hogy elérték volna a Truckee-tavat: Halloran TBC-ben, Snyder, Wolfinger és Pike erőszakos halállal, Hardkoop pedig sebesülései miatt. 1846 decembere és 1847 áprilisa között 34-en haltak meg, 25 férfi és 9 nő. Néhány történész azt is vizsgálta, hogy a halottak és a túlélők között miként vannak reprezentálva a nemek és az életkor, valamint hogy a családjuk mérete mekkora volt. A 15 fős hócipős csapat tíz férfija közül nyolcan meghaltak, de a nők életben maradtak.
Valószínűsíthető, hogy az áldozatok halálát az alultápláltság, a megerőltetettség, és a hideg idő együttesen okozta. Néhányan az éhezés miatt fogékonyabbak lettek betegségekre, mint George Donner. Statisztikailag a túlélők átlagosan 7,5 évvel fiatalabbak voltak, mint akik meghaltak, a gyerekek között pedig a 6-14 év közöttieknek volt a legnagyobb a túlélési esélye. 49 év feletti felnőtt egyáltalán nem élte túl az eseményeket. A 20 és 39 év közötti férfiak kétharmada meghalt. Ennek az oka anatómiai jellegű: a férfiak teste gyorsabban használja fel a proteineket, míg a nőknek nincs szükségük akkora kalóriabevitelre. A nők amellett több testzsírt képesek eltárolni, aminek következtében az éhezés hátrányos következményei később jelentkeznek náluk. A konkrét esetben egyéb körülmények is a férfiak ellen szóltak: a legtöbbször őket fogták be a veszélyes feladatokra, az út során pedig nekik kellett olyan megerőltető munkákat végezni, mint a bokrok és kövek eltávolítása az útból, ami siettette a leépülésüket. A családos férfiak nagyobb eséllyel élték túl, mint az agglegények, valószínűleg azért, mert a családtagok megosztották egymással az élelmüket.

### A kannibalizmusról
Habár néhány túlélő tagadta az emberevés tényét, Charles McGlashan, aki közel negyven évig gyűjtötte az esettel kapcsolatos információkat, meggyőződött róla, hogy igenis megtörtént. Néhány beszámoló elég tartózkodó volt, többen szégyenkezve beszéltek róla, volt, aki viszont nyíltan és egyenesen. Az 1879-ben kiadott, "A Donner-társaság története" című könyvből McGlashan szándékosan kihagyta az olyan felkavaró részleteket, mint a gyerekek szenvedései haláluk előtt, vagy azt, hogy Mrs. Murphy hogy feküdt le, szembe a fallal, megadólag, amikor az utolsó gyereke is elhagyta a tábort. A Donnerék táborában történt kannibalizmust is teljesen kihagyta. Nem sokkal később Georgia Donner észrevételeket tett a könyv állításaival kapcsolatban, többek között azt is leírta, hogyan készítették elő az emberhúst a Donner-táborban, de a visszaemlékezései pontatlanok lehettek, hiszen az események idején csak 4 éves volt. Apró részletekre emlékezett, mint például hogy az apjuk végig sírt és nem mert rájuk nézni, valamint hogy Elizabeth Donner az egyik reggel megfőzte Samuel Shoemaker karját. Eliza Donner 1911-es visszaemlékezéseiben viszont nem tett említést kannibalizmusról. Az itt végzett ásatások sem szolgáltak egyértelmű bizonyítékokkal, ugyanis az itt talált csontokról nem lehetett megállapítani, hogy fogyasztottak-e belőlük.
Margaret Breen-nel készült interjúi után 1856-ban Eliza Farnham is kiadott egy összefoglalót. Az ő beszámolói a Graves és a Breen családról szóltak, miután elment a második mentőcsapat. Eszerint a hét éves Mary Donner javasolta, hogy egyék meg Isaac Donnert, Franklin Graves Jr.-t, mert Donnerék a saját táborukban már elkezdték enni a halottakat, többek között Mary apját, Jacobot. Margaret Breen szerint se ő, se családja nem ettek a halottakból, de Kristin Johnson, Ethan Rarick és Joseph King beszámolója szerint enélkül képtelenség lett volna túlélniük, ha már 9 napja nem ettek.

## Fordítás
- Ez a szócikk részben vagy egészben  a   Donner Party című angol Wikipédia-szócikk ezen változatának fordításán alapul.  Az eredeti cikk szerkesztőit annak laptörténete sorolja fel. Ez a jelzés csupán a megfogalmazás eredetét és a szerzői jogokat jelzi, nem szolgál a cikkben szereplő információk forrásmegjelöléseként.